# Céntulo V de Bearne

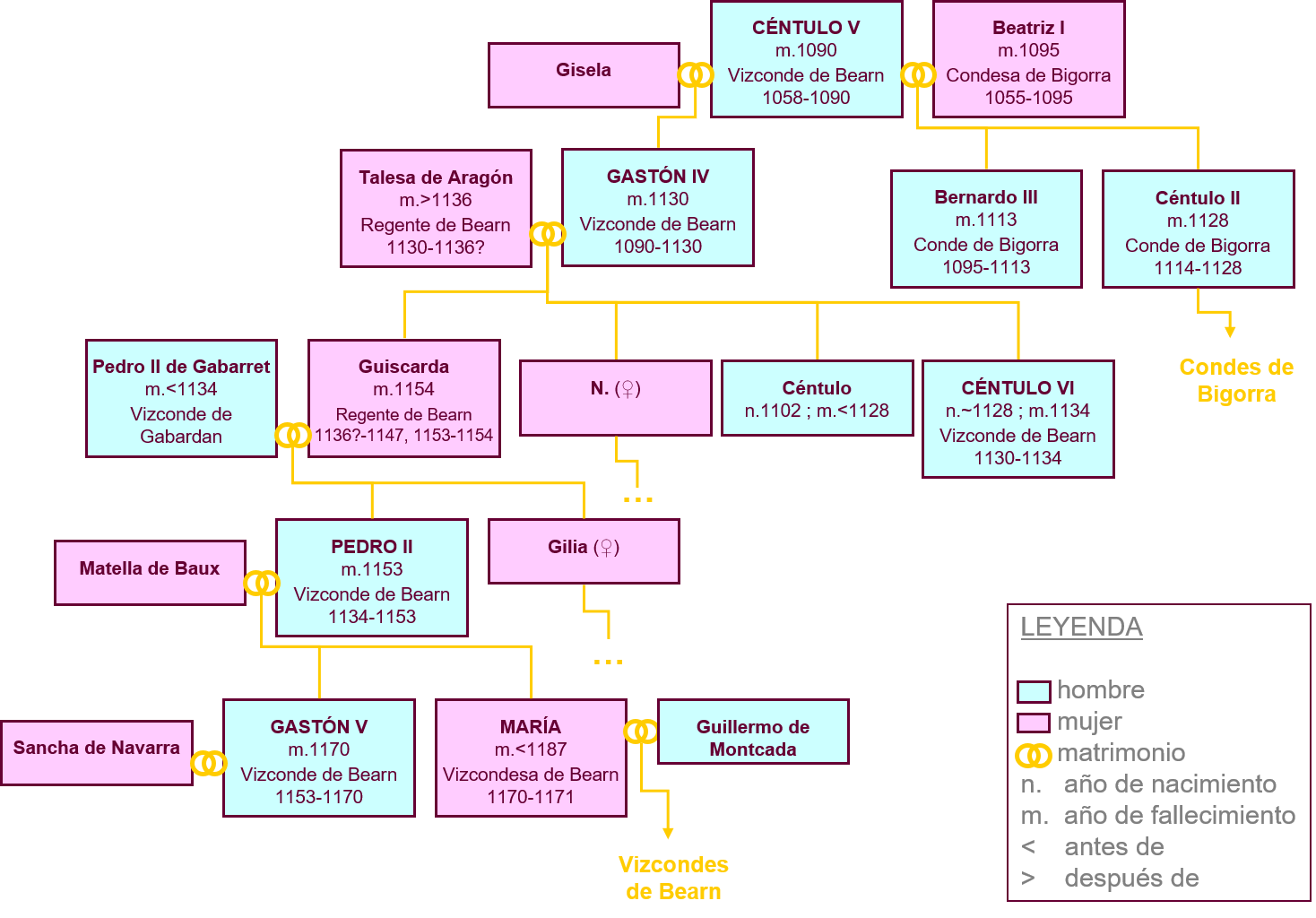
Descendientes de Céntulo V.

Céntulo V, apodado el Joven, fue vizconde de Bearne desde 1058 hasta su muerte en 1090, y de Bigorra desde 1080.
Era nieto de Céntulo IV el Viejo, al que sucedió porque su padre Gastón ya había muerto.
Céntulo afianzó y aumentó la autonomía de los vizcondes de Bearne frente a los duques de Aquitania, de los que teóricamente eran vasallos. Entre los actos más significativos de esta autonomía se pueden citar que hiciera acuñar moneda propia en su capital Morlaas, que solo él tenía el poder de convocar a los caballeros de Bearne, que le debían fidelidad, y que otorgara a la ciudad de Olorón, por entonces desierta, una «carta de población». Esta carta fue el primer embrión del posterior Fuero de Olorón o For de Oloron, que a su vez sería incorporado a los Fueros de Bearne (Fors de Bearn) siglos más tarde. 
Fue un gran partidario de la Reforma gregoriana de la iglesia católica y mantuvo excelentes relaciones con la Santa Sede, realizando muchos donativos a la iglesia. Inició la construcción de la gran iglesia de la Santa Fe de Morlaas, primer monumento románico de Bearn. El papa Gregorio VII lo calificó de amator justitiae, defensor pauperum, propagator pacis (amante de la justicia, defensor de los pobres, propagador de la paz). 
Se casó hacia 1060 con una pariente llamada Gisla, con la que tuvo un hijo, su heredero Gastón, y una hija llamada Osquinette. Pero el Papa le exhortó a romper el matrimonio por causa de consanguinidad y Céntulo obedeció, fundando como penitencia un priorato en Morlaas dependiente de la abadía de Cluny. 
Céntulo se casó en segundas nupcias en 1077 con Beatriz, condesa de Bigorra. Con ella tuvo otros dos hijos: Bernardo y Céntulo, ambos futuros condes de Bigorra. A su hijo Gastón lo casó con Talesa, princesa de la familia real de Aragón (era hija de un hermano natural del rey Sancho Ramírez) y que recibió en dote el vecino vizcondado de Montaner, que así pasó a dominio de los Bearne.
Así pues, mediante su política matrimonial Céntulo logró poner bajo su control a sus vecinos por el este (Montaner y Bigorra) y forjar una sólida alianza con su vecino del sur, Aragón. Formó, con toda probabilidad, parte de la curia real de Sancho Ramírez e incluso participó con donaciones al mantenimiento del monasterio de San Juan de la Peña y mostró su deseo de formar parte de este cenobio como «hermano y caballero». Pero por el este tuvo que luchar militarmente contra sus vecinos. En 1082 lanzó un ataque contra el vizcondado de Dax pero sufrió una severa derrota.
En 1079 participó en un intento de tomar Zaragoza que fue repelido por el Cid, que por aquel entonces estaba al servicio de los musulmanes. En 1090 partió de nuevo hacia Aragón al frente de las tropas bearnesas para participar en el ataque a Huesca planeado por el rey Sancho Ramírez pero murió mientras atravesaba el valle de Tena, que Céntulo había recibido el señorío de este valle del rey de Aragón. Según cuenta la leyenda, murió asesinado a traición por un tal Aznar Athon, que quería mantenerse al margen del control aragonés. Le sucedió su hijo Gastón IV.

| Predecesor: Céntulo IV | Vizconde de Bearne 1058 - 1090 | Sucesor: Gastón IV el Cruzado |